# サラン＝レ＝バンの大製塩所からアル＝ケ＝スナンの王立製塩所までの煎熬塩の生産
サラン＝レ＝バンの大製塩所からアル＝ケ＝スナンの王立製塩所までの煎熬塩の生産（サラン＝レ＝バンのだいせいえんじょからアル＝ケ＝スナンのおうりつせいえんじょまでのせんごうえんのせいさん）は、製塩業の歴史を物語るとともに、かつて計画された理想都市の面影を含むフランスの産業遺産として、国際連合教育科学文化機関(UNESCO) の世界遺産リストに登録されている物件である。1982年にまずアル＝ケ＝スナンの王立製塩所が単独で登録され、2009年にサラン＝レ＝バンの大製塩所の拡大登録にともない、現在の名称となった。

## 登録対象
かつて食塩は、食料の貯蔵に必須の食品であるとともに、それに課される塩税（ガベル）によって、フランス王国の国庫収入源のひとつとなっていた。それゆえ、古い製塩所は高い壁に囲まれ、塩が盗まれないように設計されることがしばしばであった。サラン＝レ＝バンの大製塩所は、中世に起源を持つ、そうした古いタイプの製塩施設である。一方、アル＝ケ＝スナンの王立製塩所は、シャトー＝サランにあった旧来の製塩所の移設計画に端を発するが、建築家クロード＝ニコラ・ルドゥーの設計によって、のちの産業建築の先取りとなった建物である。サラン＝レ＝バンの大製塩所とアル＝ケ＝スナンの王立製塩所は、いずれもそうした製塩業と産業建築の歴史を伝えるものとして登録された文化遺産であり、どちらもフランシュ＝コンテ地域圏に残っている。これらはともに煎熬（せんごう。釜で塩水を煮詰めて塩を得ること）による製塩施設である。

### サラン＝レ＝バンの大製塩所

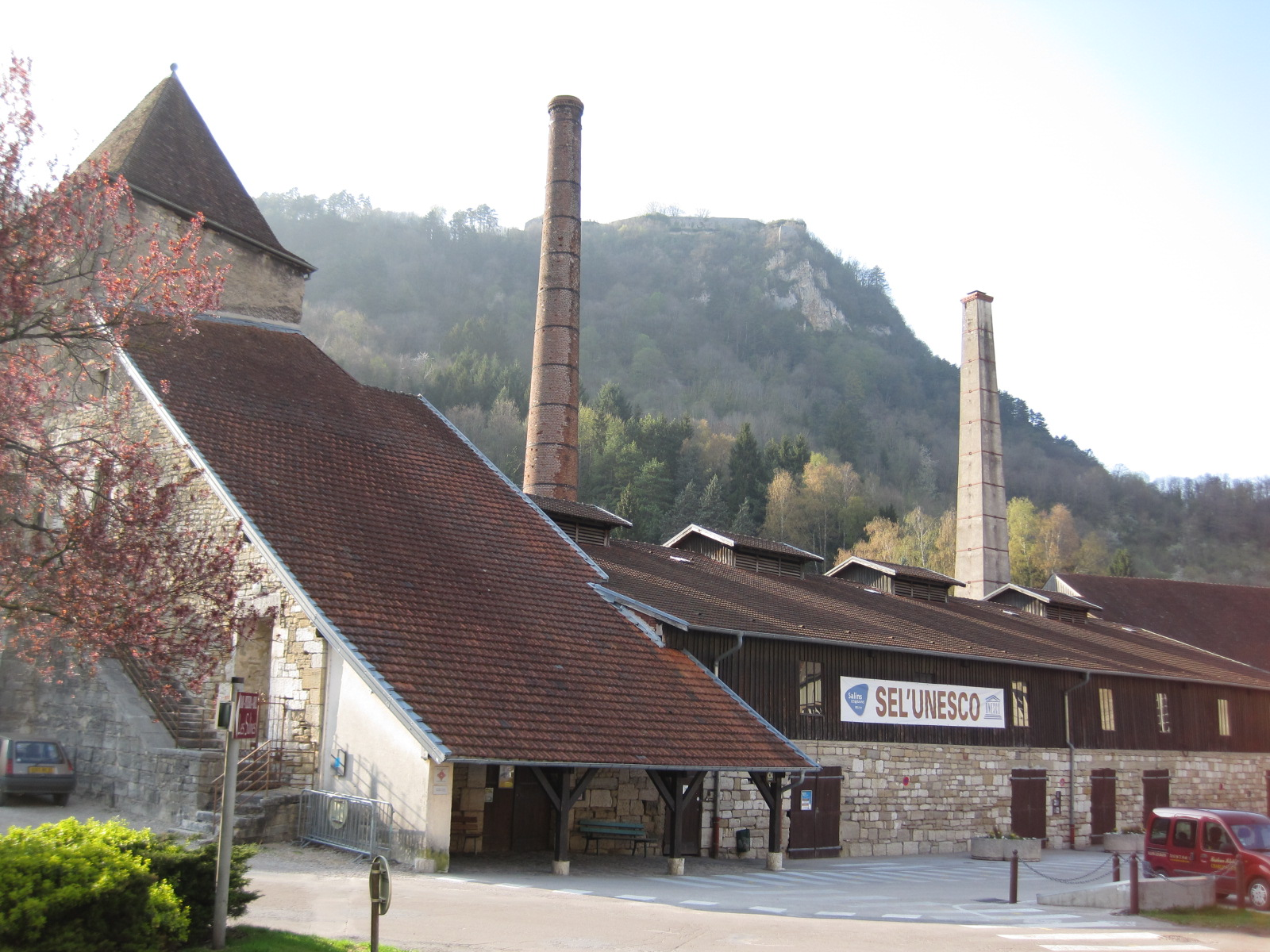
サラン＝レ＝バンの大製塩所

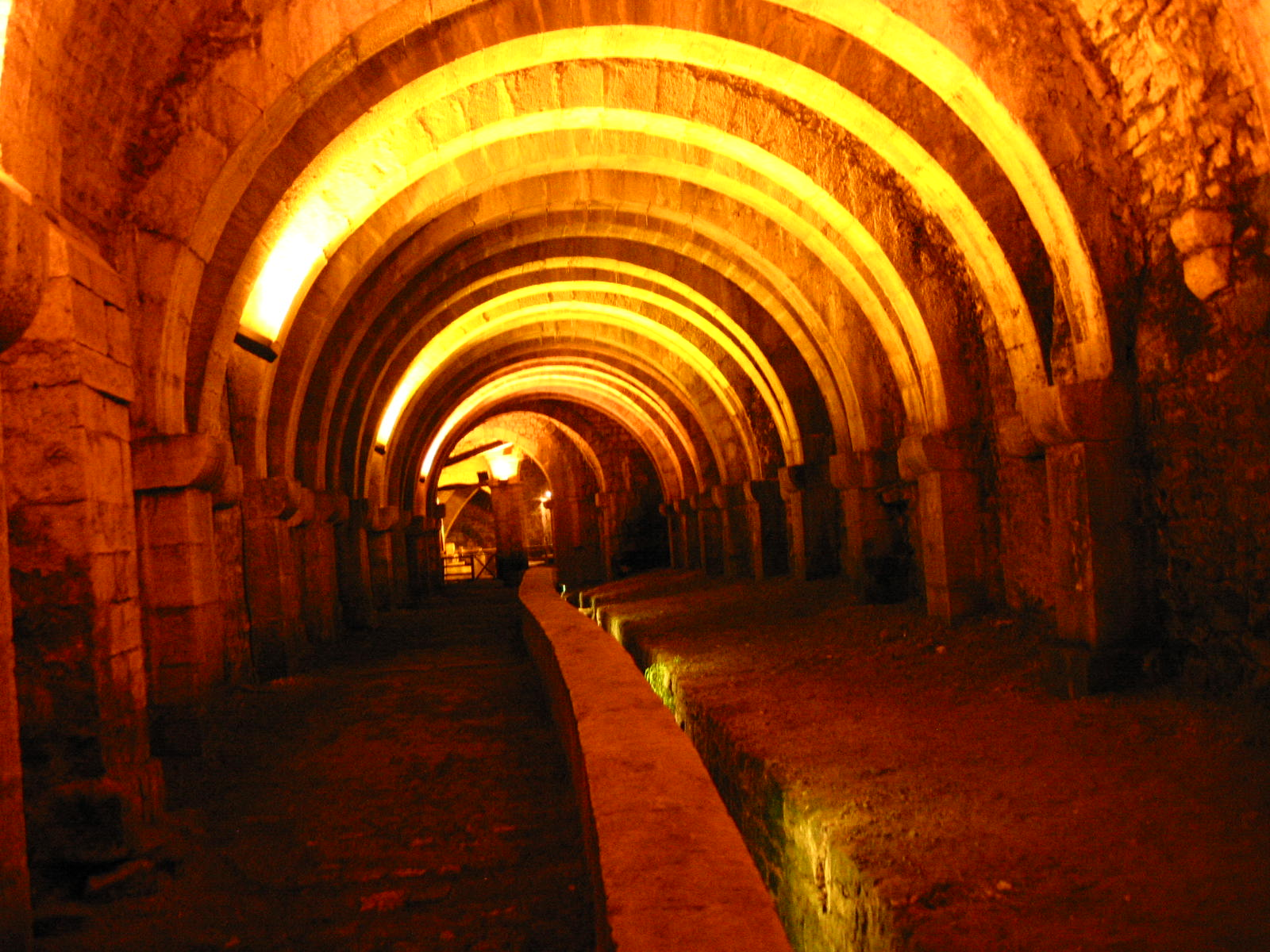
大製塩所の地下

サラン＝レ＝バンの大製塩所はジュラ県サラン＝レ＝バンに残る製塩施設である。サラン＝レ＝バンは中世以降、製塩業によって繁栄した都市であり、12世紀にさかのぼる2つの製塩所を擁していた。大製塩所はそのうちアモンの井戸と呼ばれる塩井に建設された製塩施設である。製塩所には、地下から汲み出した塩水を金属製の釜で煮詰めた設備などが残る。
サラン＝レ＝バンの製塩業は、この町をブザンソンに次ぐフランシュ＝コンテ第二の都市に成長させる原動力になったが、18世紀になると問題に直面した。煎熬には大量の薪が必要になるため、塩の需要の増大に伴い、周辺での薪の調達が困難になったのである。アル＝ケ＝スナンの製塩所建設は、そうした流れの中で現れたものである。
アル＝ケ＝スナンの王立製塩所の建設は、サラン＝レ＝バンの生産量の縮小につながった。サラン＝レ＝バンでは小製塩所の跡地に温泉施設が建設され、むしろ19世紀後半には温泉町として知られることになるが、大製塩所の操業停止には至らなかった。大製塩所はアル＝ケ＝スナンの製塩所が操業停止した後も、より安価な海水から得る食塩との競争や、第二次世界大戦での被害にさらされつつも操業を続けていたが、1962年に操業を停止した。

### アル＝ケ＝スナンの王立製塩所

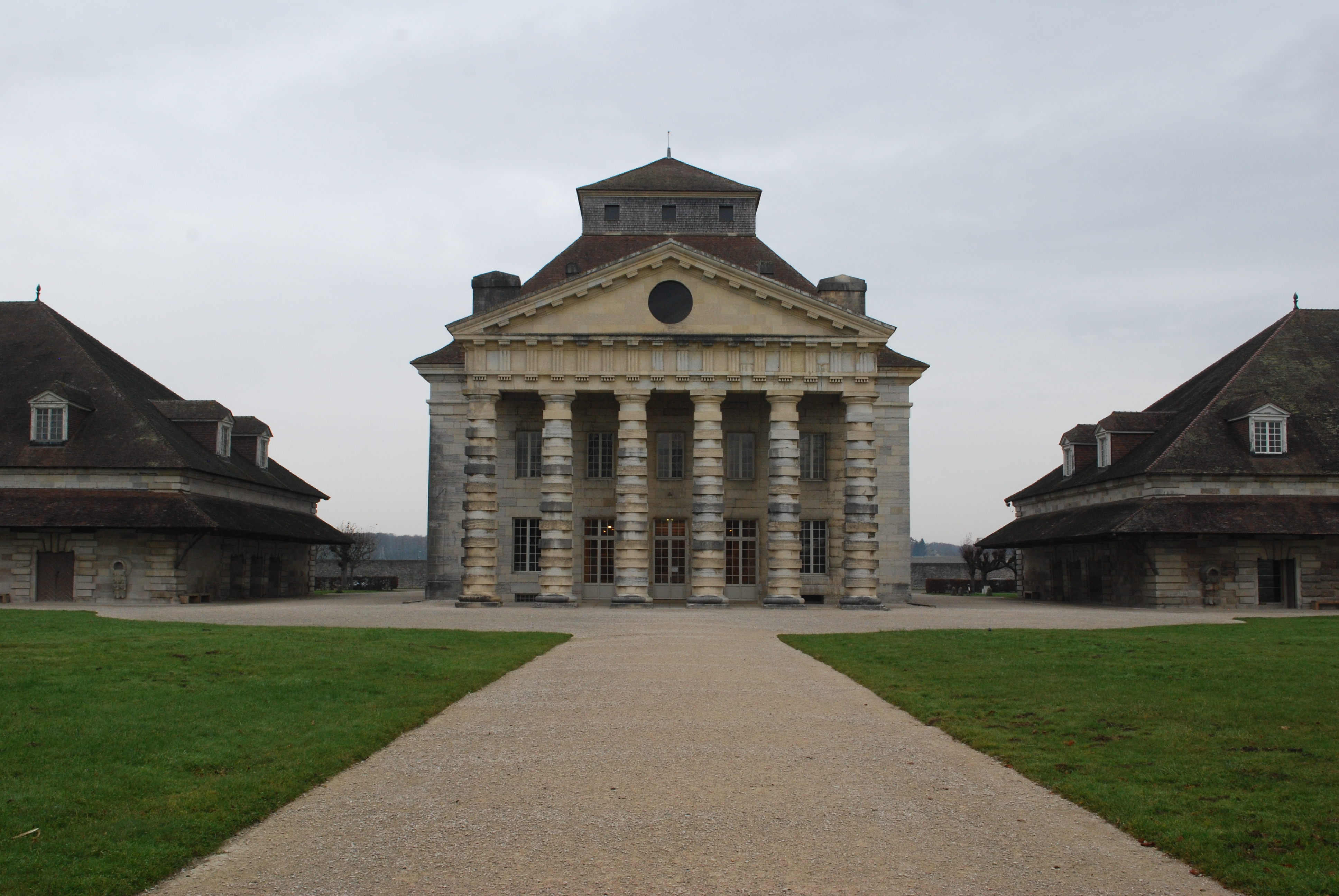
アル＝ケ＝スナンの王立製塩所

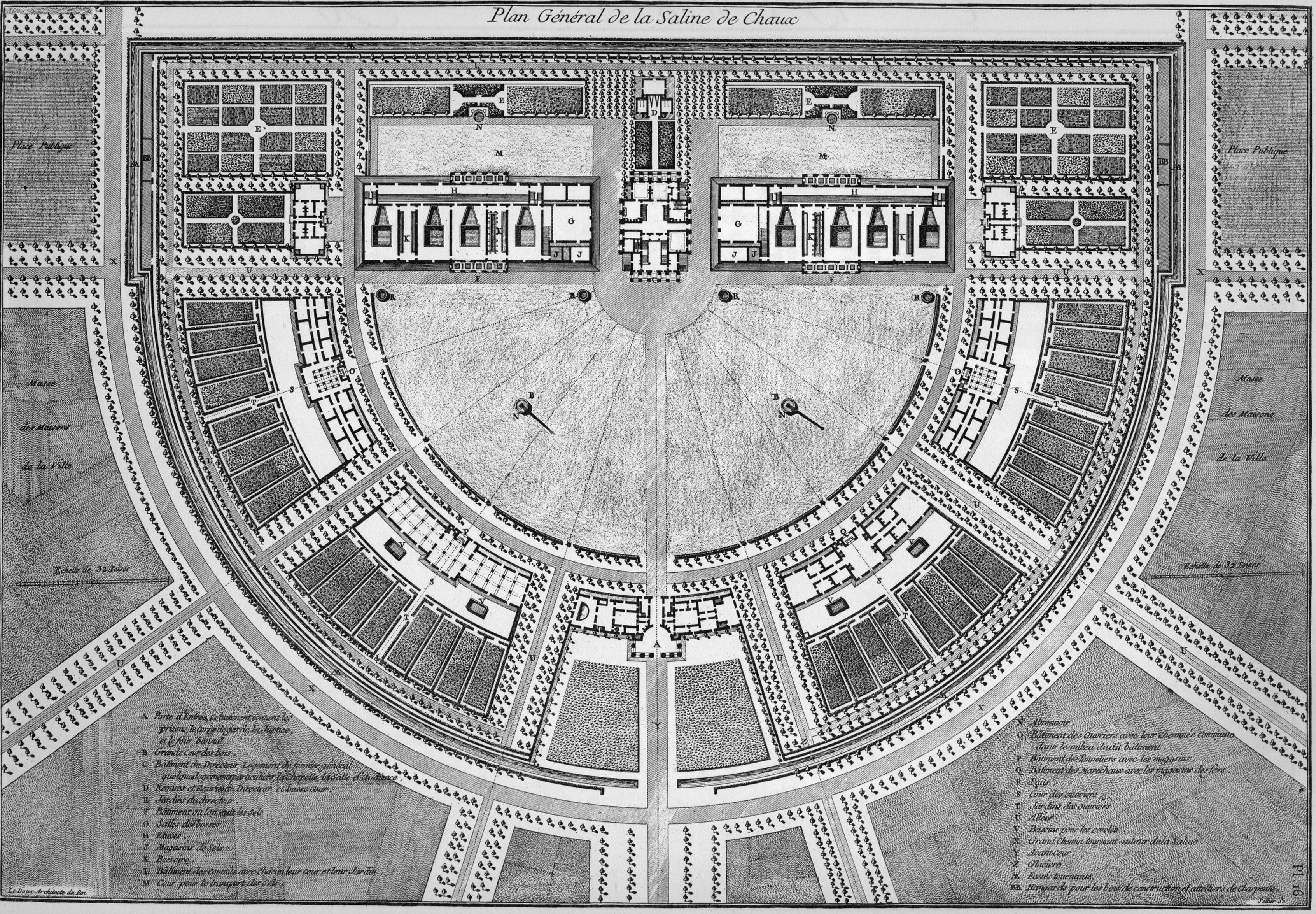
半円状の平面図

アル＝ケ＝スナンの王立製塩所は、ドゥー県アル＝ケ＝スナン（アルク＝エ＝スナン）に残る製塩施設であり、現に操業されていた製塩施設というだけでなく、クロード＝ニコラ・ルドゥーの都市計画を伝える文化遺産でもある。
アル＝ケ＝スナンはもともとアルクとスナンという2つの村から成っていた。ここに製塩施設を建設する計画は1770年代に持ち上がった。1771年にフランシュ＝コンテの製塩所総監督に就任していたルドゥーは、アル＝ケ＝スナンに製塩所を建設するにあたり、既存の製塩施設の視察や研究を行なった。アル＝ケ＝スナンが選ばれたのは、王領であるショーの森が広がっており、薪の調達に不自由しなかったためである。実際、王立製塩所が建設されると、毎日12トンもの薪が消費され、30トンを超える塩が生産されることになる。
ショーの森は燃料には事欠かなかったが、肝心の塩水は産出しなかった。そのため、塩水の調達には、20km以上離れたサラン＝レ＝バンの塩井から導管を引くことになった。導管は当初は木製だったが、順次、鉄製に切り替えられていった。
1775年から1779年にかけて王立製塩所は建設されたが、生産される食塩に不純物が多かったことや、導管から漏れでた塩水が近隣の農地に被害をもたらしたことなどの不都合も多く、1895年には操業が停止された。
アル＝ケ＝スナンの王立製塩所は、経済面では期待された成果を収めることはできなかったが、ルドゥーが建設した先進的な産業建築としての価値を持っている。建造物群は監督官の邸宅を中心とする半円形をなしている。半円形の都市のすべてが完成したわけではなかったが、構想においては、監督官の邸宅の両脇に製塩作業場と燃料である木材倉庫、裏手に厩舎が配置され、その周囲の弧に沿って労働者の住宅・庭園、貯水池、並木道、桶職人や蹄鉄工のための建物などが設計されていた。ルドゥーは晩年の著書『芸術・習俗・法制との関係から考察された建築』において、監督官の邸宅を中心とする円形の理想都市の計画を示しており、アル＝ケ＝スナンの王立製塩所は、未完に終わった理想都市としばしば見なされている。ただし、これについては、1770年代の設計・建築当初にはなかった思想を後に投影させたものであって、当初から構想されていた円形都市が途中までしか建設されなかったのではなく、現に建設された都市をさらに構想の上で膨らませたものであろうとも指摘されている。

## 登録経緯

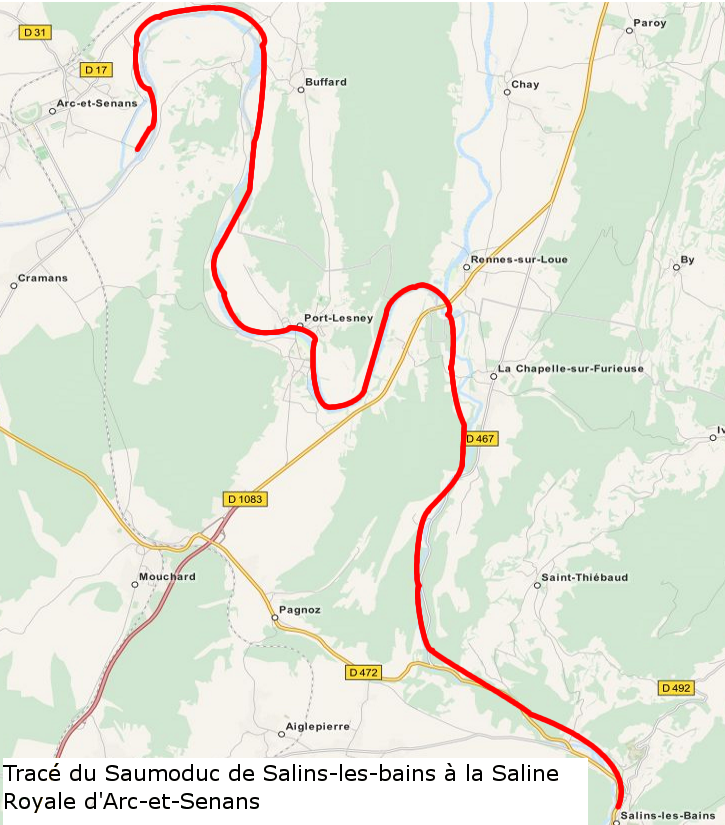
サラン＝レ＝バンとアル＝ケ＝スナンをつないだ導管のルート

アル＝ケ＝スナンの王立製塩所は1895年の操業停止後、一時的に倉庫などの転用された後、文化財に指定しようという動きが起こった。しかし、1926年には、当時の所有者が建造物の一部をダイナマイトで爆破するトラブルが起こった。理由として挙げられたのは落雷による損壊の二次的被害を防ぐということだったが、不動産としての価値を優先するために文化財指定を回避しようとしたのではないかとも言われている。いずれにしても、1926年のうちに国の文化財に指定され、1927年にドゥー県が買い取った。1968年以降は未来学研究センターとなっている。
1962年に操業を停止したサラン＝レ＝バンの大製塩所は、1971年にアモンの塩井と建造物群が文化財指定を受け、1973年からは修復作業が開始された。サラン＝レ＝バンの市当局が所有している。
1982年にまずアル＝ケ＝スナンの王立製塩所が世界遺産に登録された。登録名はそのままRoyal Saltworks of Arc-et-Senans だった。
2002年2月1日に、同じ塩坑から塩水を得ていたサラン＝レ＝バンの大製塩所が世界遺産の暫定リストに加えられた。2007年には登録範囲の全体が国定史跡となる手続きが行われ、2008年1月31日に正式推薦された。アル＝ケ＝スナンの王立製塩所は、製塩業そのものというよりも産業都市計画の傑作という側面に力点が置かれていたが、サラン＝レ＝バンの大製塩所の拡大は、むしろ製塩業の産業遺産としての側面を強化するものである。これについて世界遺産委員会の諮問機関である国際記念物遺跡会議 (ICOMOS) は、拡大登録を妥当なものとして勧告した。それを踏まえて、その年の第33回世界遺産委員会では、正式に拡大登録が認められた。

### 登録名
世界遺産としての正式名は From the Great Saltworks of Salins-les-Bains to the Royal Saltworks of Arc-et-Senans, the production of open-pan salt（英語）、De la grande saline de Salins-les-Bains à la saline royale d'Arc-et-Senans, la production du sel ignigène（フランス語）である。その日本語訳は、文献によって以下のような違いがある。
- 天日製塩施設、サラン-レ-バン大製塩所からアルケ-スナン王立製塩所まで - 日本ユネスコ協会連盟[20]
- サラン・レ・バン大製塩所からアルケ・スナン王立製塩所までの天日塩生産所 - 世界遺産アカデミー[21]
- サラン・レ・バンの大製塩所からアルケスナンの王立製塩所までの開放式平釜製塩 - 古田陽久[22]
- サラン・レ・バンの大製塩所からアルケスナンの王立製塩所 - なるほど知図帳[23]
- アルケ・スナン王立製塩所などの天日製塩所 - 成美堂出版[24]

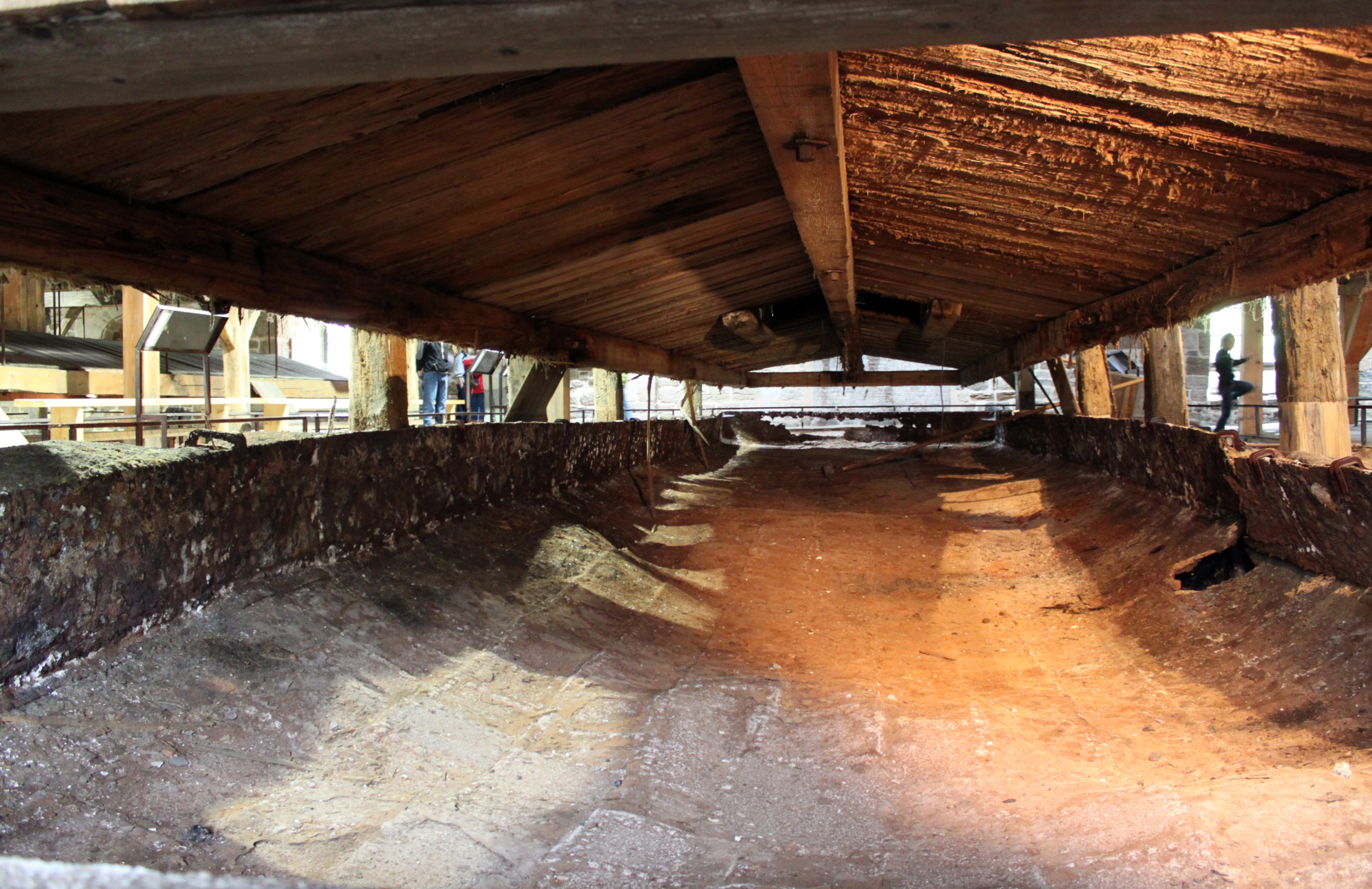
サラン＝レ＝バンの製塩に使われた平釜

天日塩とは、太陽光（天日）や風にさらして塩水を蒸発させて得る塩のことである。しかし、英語名に使われているopen-pan saltは、天日塩とは異なり、大きな平釜に塩水を満たし、それを煮詰めることによって得る塩を指す。フランス語名に使われている ignigène は仏和辞典などでもまれにしか載っていない単語だが、『ロベール仏和大辞典』（小学館、1988年）には形容詞で「煎熬した」という語義と、sel ignigène で「煎熬塩」という熟語が掲載されている。ICOMOSは ignigène に cristallisé par chauffage （加熱器具で結晶化した）という説明をつけている。
sel ignigène を仏和辞典の定義と異なり、天日塩の施設として訳している世界遺産アカデミーや日本ユネスコ協会連盟は、この拡大登録に関する解説の中で、どのようなプロセスで製塩が行われたのかについて触れていない。『ぜんぶわかる世界遺産・上』（成美堂出版）の場合、名称では上記のように「天日製塩所」が使われているが、本文中では「どちらの製塩所でも、塩水を釜で煮詰めて塩を得ていた」と矛盾することが書かれている。

### 登録基準
この世界遺産は世界遺産登録基準のうち、以下の条件を満たし、登録された（以下の基準は世界遺産センター公表の登録基準からの翻訳、引用である）。
- (1) 人類の創造的才能を表現する傑作。

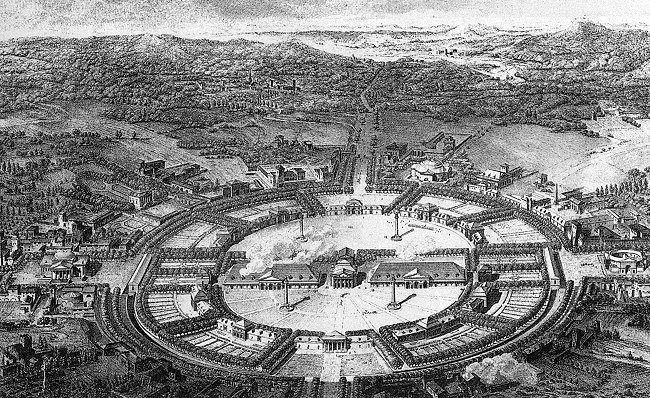
1804年に公刊されたショーの理想都市像

  - 世界遺産委員会はこの基準の適用について、「アル＝ケ＝スナンの王立製塩所は、作業所として設計されたこの基準、この規模での最初の建造物群である。これは宮殿ないし重要な宗教建築物のような建築の質のために、それらと同様の配慮や関心を向けて建てられた工場の最初の例証である。そして、先見の明のある建築の希少な例である。製塩所はクロード＝ニコラ・ルドゥーが思い描き、設計した工場を円形に取り囲む理想都市の中心におかれていた。未完に終わった製塩所のユートピア的建築は、その未来的なメッセージの十全たる衝撃を今なお伝えている」[28]と説明していた。

- (2) ある期間を通じてまたはある文化圏において、建築、技術、記念碑的芸術、都市計画、景観デザインの発展に関し、人類の価値の重要な交流を示すもの。
  - 世界遺産委員会は、この基準の適用について「アル＝ケ＝スナンの王立製塩所は、産業社会の誕生という18世紀末ヨーロッパ文化の根底からの変化の証拠となるものを備えている。さらに、啓蒙思想の時代にヨーロッパを席巻した哲学的潮流の完璧な例証であり、王立製塩所は半世紀後に発展することになった産業建築の先触れとなったのである」[28]と説明した。

- (4) 人類の歴史上重要な時代を例証する建築様式、建築物群、技術の集積または景観の優れた例。
  - 世界遺産委員会の決議文では、この基準の適用理由は「サラン＝レ＝バンとアルケ＝スナンの製塩所群は、少なくとも中世から20世紀において、地下の塩水をくみ出し、火を使って結晶化させることによって、塩を析出・生産してきたことの顕著な技術的集積を提示している」[28]と説明されている。

これらの基準はすべてアル＝ケ＝スナンの王立製塩所が単独登録された時点で適用されていたもので、サラン＝レ＝バンの大製塩所は、特に基準 (4) を強化するものとして拡大された。